# Odd Reinsfelt

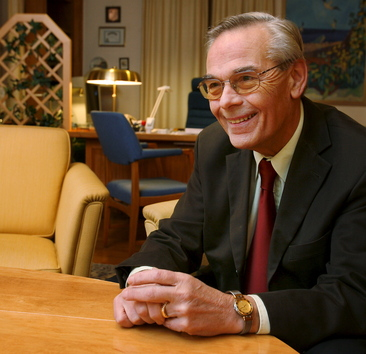
Odd Reinsfelt.

Odd Reinsfelt, född 23 augusti 1941 i Bærum kommun i Norge, död 16 augusti 2022, var en norsk politiker som representerade partiet Høyre. Han var utbildad meteorolog.
Reinsfelt blev medlem av Bærums kommunstyrelse 1976, var vice ordförande 1980–1992 och ordförande sedan 1992. Han ledde Ekonomiutskottet (Økonomiutvalget) i Bærum 1996–1999.